# Bedoirsgränd

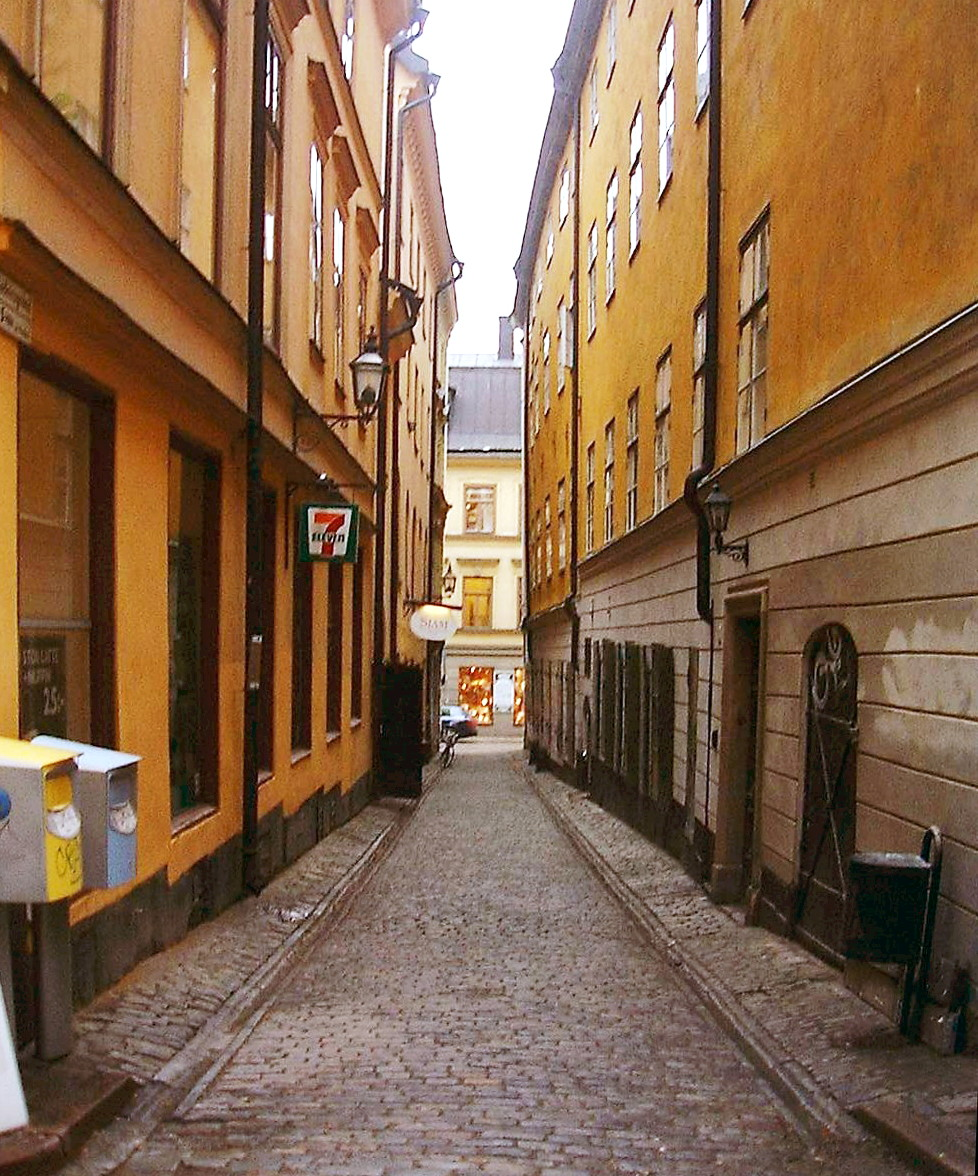
Bedoirsgränd, vy mot Västerlånggatan, 2007.

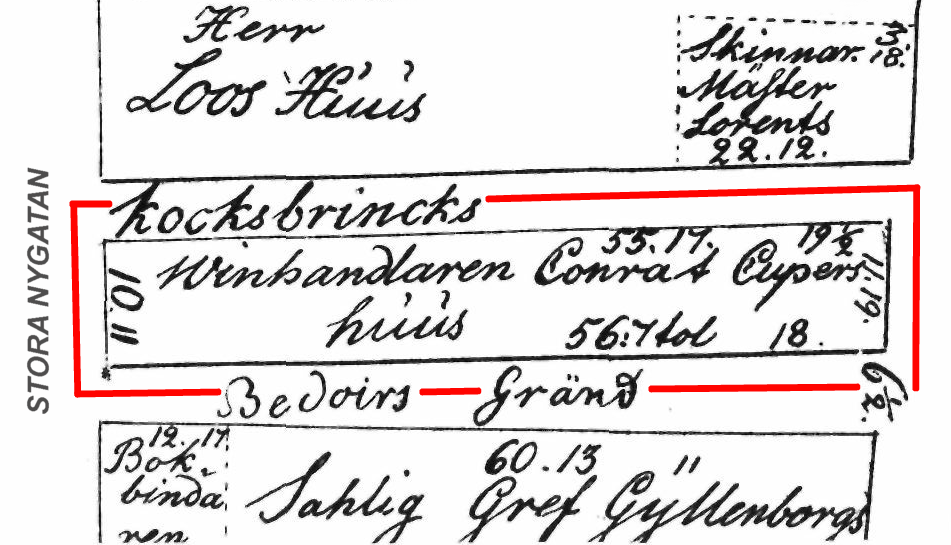
Gränden på tomtkartan, 1693.

Bedoirsgränd (uttalas bédoar) är en gränd i Gamla stan i Stockholm mellan Västerlånggatan och Stora Nygatan.

## Historik
Gränden är uppkallad efter köpmannen Jean Bedoire den yngre (1683–1753) som var en av Sveriges rikaste män. Han ägde hela fastigheten kvarteret Parcas, som han hade ärvt efter sin svärfar, vinhandlaren Conrat Cuper (eller Konrad Kuyper). Jean Bedoire gjorde sig en förmögenhet med bland annat salthandel, som han under en tid dominerade i Sverige. Gatunamnet finns belagt tidigast på Tillaeus karta från 1733. 
På en tomtkarta från 1693 finns namnen Conrat Cuper och Bedoirs Gränd sida vid sida. Men vid den tiden kan släkten Bedoir inte knytas till kvarteret utan först 1733. Förmodligen har grändnamnet infogats senare. Under 1600-talet kallades gränden Lille Bryniels gränd.